# Mathieu Boily
Pour les articles homonymes, voir Boily.
Mathieu Boily est un poète québécois né en 1972 à Québec. Il remporte, en 2001, le Prix Émile-Nelligan pour son premier recueil de poésie.

## Biographie

### Études et carrière
Né en 1972 et originaire de Québec,, Mathieu Boily obtient un diplôme de l'Université Laval en littérature française.
Il a publié des textes poétiques dans les revues Moebius et Estuaire,,, en plus de prendre part à des lectures publiques montréalaises au milieu des années 2000,. La parution de son premier recueil, Le Grand Respir, attire l’attention de chroniqueurs dans Le Devoir et dans Nuit blanche,,.
Au milieu des années 2000, il a fait partie du Tremplin d'actualisation de poésie (TAP), un collectif opérant à Québec. Il participe à des soirées à la Maison de la littérature.
À partir de la fin des années 2000 et pendant la décennie 2010, il donne des cours de français en Russie.

### Écriture
Son premier recueil, Le Grand Respir, remporte le Prix Émile-Nelligan en 2001,. Selon David Cantin du Devoir, sa poésie, « qui n’a pas peur de secouer la nature ainsi que le rapport à l’autre », n'est pas sans rappeler celle de Martin-Pierre Tremblay. Son second recueil, Cœur tomate, paraît au Quartanier en 2014.
De retour au Québec en 2018, il publie son troisième recueil, Jieux, qui fait l’objet d’une critique peu favorable dans Lettres québécoises.
Publié en 2019, son quatrième recueil À l’eau froide les ombres vient clore son triptyque Bouturales (Cœur tomate & Jieux) aux éditions Le Quartanier.

## Œuvres
- Le Grand Respir, Montréal, Les Herbes rouges, 2002, 52 p.  (ISBN 2894191804 et 9782894191804)
- Cœur tomate, Montréal, Le Quartanier, 2014, 76 p.  (ISBN 9782896980031 et 2896980032)
- Jieux, Montréal, Le Quartanier, 2018, 96 p.  (ISBN 9782896982073 et 2896982078)
- À l'eau froide les ombres, Montréal, Le Quartanier, 2019, 70 p.  (ISBN 9782896984503 et 289698450X)

## Prix et honneurs
- 2001 : lauréat du Prix Émile-Nelligan, Le Grand Respir[13]
- 2004 : lauréat du Prix Félix-Antoine-Savard[18]